# Копыльская гряда
Копыльская гряда (бел. Капыльская града) — возвышенность на юге Минской области и на востоке Брестской и Гродненской области, южная часть Белорусской гряды.
Протяжённость гряды с запада на восток — около 100 км, с севера на юг — 45-50 км. Площадь — 0,7 тыс. км². Преобладают высоты 160—200 м, высочайшая точка — 243 м над уровнем моря (район деревни Низковичи). Копыльская гряда является водоразделом бассейнов Немана и Припяти (бассейн Днепра), здесь берут начало притоки этих рек (Нача, Лань, Морочь — припятские; Ведьма, Уша, Выня — неманские).
Рельеф слабохолмистый, современный вид возвышенность приобрела после отхода ледника. Леса занимают около 20 % территории, значительная часть используется в сельском хозяйстве.
Копыльская гряда и соседняя Новогрудская возвышенность — небольшой изолированный ареал суслика крапчатого, обычно обитающего в степях и южных лесостепях Восточно-Европейской равнины.